# الحرب الرومانية الساسانية 421–422
كانت الحرب الرومانية الساسانية بين عامي 421 و422 صراعًا بين الإمبراطورية الرومانية الشرقية والساسانيين. كان سبب الحرب هو اضطهاد المسيحيين من قبل الملك الساساني بهرام جور، والذي جاء كرد فعل على هجمات المسيحيين ضد المعابد الزرادشتية. أعلن الإمبراطور الروماني الشرقي المسيحي ثيودوسيوس الثاني الحرب وحقق بعض الانتصارات، ولكن في النهاية اتفقت القوتان على توقيع اتفاق سلام على الوضع السابق.

## الخلفية
في عام 421، خلف بهرام جور والده يزدجرد بن سابور الذي بدأ قبل وقت قصير من مقتله اضطهاد المسيحيين انتقامًا من هجمات المسيحيين على المعابد الزرادشتية خلال فترة حكمه. استمر بهرام في هذا الاضطهاد الذي قُتل خلاله الكثير. كان من بينهم جيمس إنترسيسوس، المستشار السياسي ليزدجرد، الذي تحول إلى الزرادشتية لكنه عاد بعد ذلك إلى المسيحية.
فر المسيحيون المضطهدون إلى الأراضي الرومانية واستقبلهم أسقف القسطنطينية أتيكوس الذي أبلغ الإمبراطور بالاضطهاد. كان الإمبراطور الروماني الشرقي ثيودوسيوس الثاني متأثرًا بشدة في ذلك الوقت بشقيقته الدينية بلخريا، وأصبح مهتمًا أكثر فأكثر بالمسيحية.
كان للعلاقة الرومانية الساسانية بعض الخلافات. استأجر الفرس بعض الرومان الباحثين عن الذهب، لكنهم رفضوا إعادتهم؛ علاوة على ذلك، استولى الساسانيون على ممتلكات التجار الرومان.
لهذه الأسباب، عندما وصل السفراء الفرس إلى البلاط الروماني للمطالبة بعودة الهاربين، اختار ثيودوسيوس كسر السلام وإعلان الحرب، بدلًا من إعادتهم.

## النزاع
احتاج القائد العام للجيش الروماني أردابوريوس، والذي جاء بالمناسبة من قبيلة ألان الإيرانية، إلى جمع العديد من القوات لحملته. لذلك، سمح ثيودوسيوس لبعض القوط الشرقيين البانونيين بالاستقرار في تراقيا، للدفاع عن المقاطعة من الهون بينما تم إرسال القوات الرومانية التراقية إلى الشرق.
أرسل أردابوريوس أناتوليوس إلى أرمينيا الفارسية، حيث انضم إلى المتمردين، بينما دخل أردابوريوس الأراضي الفارسية ودمر أرزانين. لقد اشتبك قائد الجيش الساساني، نارسيس، مع أردابوريوس في المعركة، لكنه هُزم وأجبر على التراجع. خَطط نارسيس لمهاجمة بلاد ما بين النهرين، وهي مقاطعة رومانية تركت دون حراسة، وانتقل إلى هناك، لكن أردابوريوس توقع خطة عدوه واعترضه هناك.
تلقى أردابوريوس تعزيزات ووضع حصن نصيبين تحت الحصار. تحالف بهرام مع ملك العرب المناذرة المنذر بن النعمان، ومع ذلك، فرقهم الرومان. في غضون ذلك، هاجم روا، ملك الهون، أبرشيات داسيا وتراقيا، بل إنه هدد القسطنطينية. وفي نفس الوقت تحرك جيش فارسي كبير باتجاه نصيبين. ومن أجل تجنب الحرب على جبهتين، لقد استدعى ثيودوسيوس بعد ذلك أردابوريوس.

### حصار ثيودوسيوبوليس
وفقًا لمصدر كنسي روماني، حاصر الساسانيون ثيودوسيوبوليس لمدة 30 يومًا، بآلاف الجنود وحتى محركات الحصار (التي يسميها المصدر هيليبوليس). ووفقًا لهذا المصدر، لم يحاول الرومان مساعدة المحاصرين، لكن الساسانيين كانوا مقتنعين برفع الحصار عندما كان لأسقف المدينة، أونوميوس، قاذف حجارة، سمي على اسم توماس الرسول، تسبب في مقتل ملكًا أصغر من الجيش الساساني.
ومع الموضوع الديني الواضح لهذه الرواية، فإن المقطع مهم لأنه يشهد على هجوم ساساني فاشل على ثيودوسيوبوليس. قد تكون هذه هي ثيودوسيوبوليس في أرمينيا، وفي هذه الحالة يجب أن يرجع تاريخ الحصار إلى عام 421، بينما كان نارسيس في بلاد ما بين النهرين، أو ثيودوسيوبوليس في الرها، وفي هذه الحالة يجب تأريخ الهجوم بعد انسحاب الرومان من نصيبين.

### اتفاقية السلام
تم التفاوض على معاهدة السلام التي أنهت الحرب (422) من قبل القائد العسكري هيليو، حيث أعادت كل شيء إلى الوضع السابق للحرب. اتفق الطرفان على رفض المنشقين العرب من الطرف الآخر، وكذلك ضمان الحرية الدينية في أراضيهم.
يقال أن أكسيوس، أسقف آمد، قد أذاب الصفيحة الذهبية والفضية المكرسة لكنيسته، للحصول على مبلغ يكفي لشراء 7000 أسير فارسي انتهى بهم المطاف في سوق العبيد نتيجة للحرب، والذين عادوا بعد ذلك بحرية إلى وطنهم، كبادرة كرم مسيحي للمضطهدين الفرس. إذا كانت القصة صحيحة، فإن جيبون يلاحظ أن هذا سيسهل إبرام السلام.

## فهرس
- Stephen Williams, Gerard Friell, The Rome that did not fall: the survival of the East in the fifth century, Routledge, 1999, (ردمك 0-415-15403-0), p. 31.
- Warren T. Treadgold, A history of the Byzantine state and society, Stanford University Press, 1997, (ردمك 0-8047-2630-2), p. 90.
- Michael Gaddis, There is no crime for those who have Christ: religious violence in the Christian Roman empire, University of California Press, 2005, (ردمك 0-520-24104-5), pgs. 196-197

يتم الحفاظ على معظم سردا كاملا للحرب في سقراط القسطنطيني، تاريخ ecclesiastica VII.18، ولكن تم تضمينها بعض المقاطع من قبل ثيودوريطس في كتابه تاريخ ecclesiastica. الترجمات الإنجليزية لهذه الأقسام موجودة في:
- Michael H. Dodgeon, Samuel N. C. Lieu, Geoffrey Greatrex, The Roman Eastern Frontier and the Persian Wars, Part 2, CRC Press, 2002, (ردمك 0-203-99454-X), p. 38-41.